# Murder on the Dancefloor
Murder on the Dancefloor är en låt skriven av Sophie Ellis-Bextor and Gregg Alexander, utgiven som andra singel från Ellis-Bextor's debutalbum Read My Lips 3 december 2001. Låten blev en stor hit över hela världen med bland annat 2:a plats på brittiska singellistan och var den mest spelade låten i Europa året 2002.
Efter att ha förekommit i filmen Saltburn blev låten åter populär och gick i januari 2024 in på den brittiska singellistans 8:e plats, för att följande vecka klättra till 2:a plats och 1:a plats på UK Dance Chart. Låten gick också, för första gången någonsin, in på amerikanska Billboard Hot 100.